# Fitzgerald (Geórgia)
Fitzgerald é uma cidade localizada no estado americano de Geórgia, no Condado de Ben Hill e Condado de Irwin.

## Demografia
Segundo o censo americano de 2000, a sua população era de 8758 habitantes.
Em 2006, foi estimada uma população de 9139, um aumento de 381 (4.4%).

## Geografia
De acordo com o United States Census Bureau tem uma área de
18,9 km², dos quais 18,8 km² cobertos por terra e 0,1 km² cobertos por água.

## Localidades na vizinhança
O diagrama seguinte representa as localidades num raio de 32 km ao redor de Fitzgerald.